# امین بساطی (بازیکن فوتبال)
امین بساطی (زادهٔ ۸ فروردین ۱۳۷۷ در اسلام‌آباد غرب) بازیکن فوتبال اهل ایران است که در پست هافبک دفاعی بازی می‌کند. وی سابقه بازی در لیگ آزادگان را با تیم‌هایی همچون استقلال خوزستان، استقلال ماهشهر، قشقایی شیراز و استقلال ملاثانی دارد. بساطی با استقلال ملاثانی در فاصله سال‌های ۲۰۱۹ تا ۲۰۲۳ در ۳۲ دیدار رسمی به میدان رفت. امین بساطی اصالتا کرد است . 

## سابقه باشگاهی
| فصل       | باشگاه          | تعداد بازی | تعداد گل |
| --------- | --------------- | ---------- | -------- |
| ۲۰۱۷      | استقلال خوزستان | ۳          | ۰        |
| ۲۰۱۸      | استقلال ماهشهر  | ۱۰         | ۳        |
| ۲۰۱۹      | قشقایی شیراز    | ۲          | ۰        |
| ۲۰۱۹–۲۰۲۳ | استقلال ملاثانی | ۳۲         | ۰        |